# 左營護安寺
左營護安寺，原名左營護安宮，是位於高雄市左營區蓮池潭畔的寺廟。

## 源起
1957年，左營區城北里里民李火財於自宅內設置私壇「慶雲堂」供奉觀世音菩薩，附近居民常因疾病或疑事不解等事由前往參香問事。時有傳說玄天上帝亦常降駕濟世，特於1959年雕塑金身奉祀。1961年，壇主李火財因工作遷居水泥公司宿舍，喻示另雕神像並覓地遷址，信徒李玉池借地於店仔頂興建新壇，1962年安座更名「濟生堂」，1963年，以林天生為堂主，增祀大勢至菩薩、東嶽大帝。1967年原濟生堂址欲改建住宅，信徒黃以渡、黃勝三父子遂捐獻蓮池潭菜園地重新建廟，1968年新廟竣工，奉諭更名為「護安宮」。1993年，廟方購置附近土地達兩百餘坪擴建廟宇，工程於1997年陸續完工。廟內首屈一指的外擂金彩繪雕刻圖案，施作手法細緻且工程繁浩。2012年，改宮為寺更名為「護安寺」迄今，教承嘉義三寶山靈嚴禪寺。

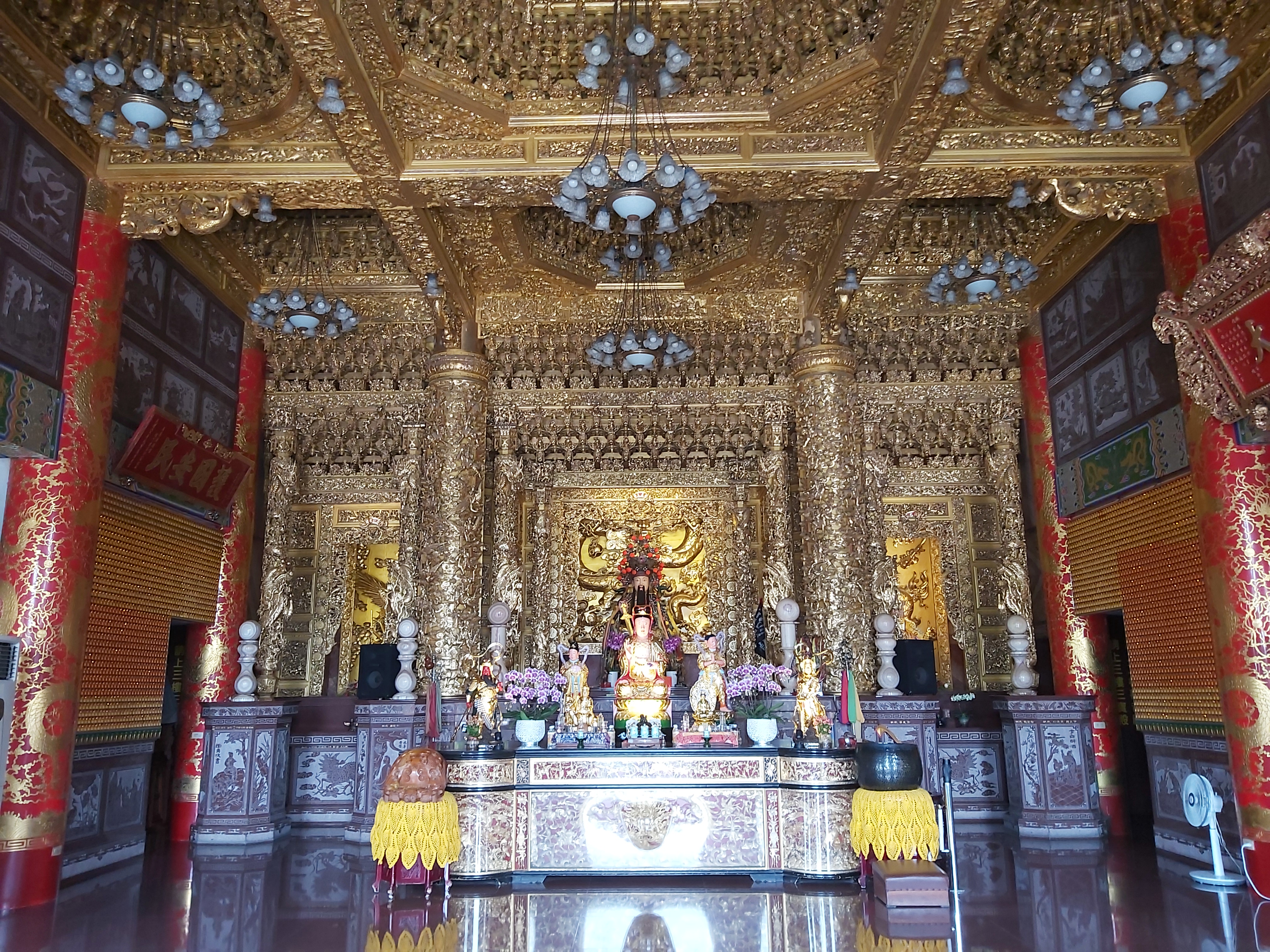
一樓殿內
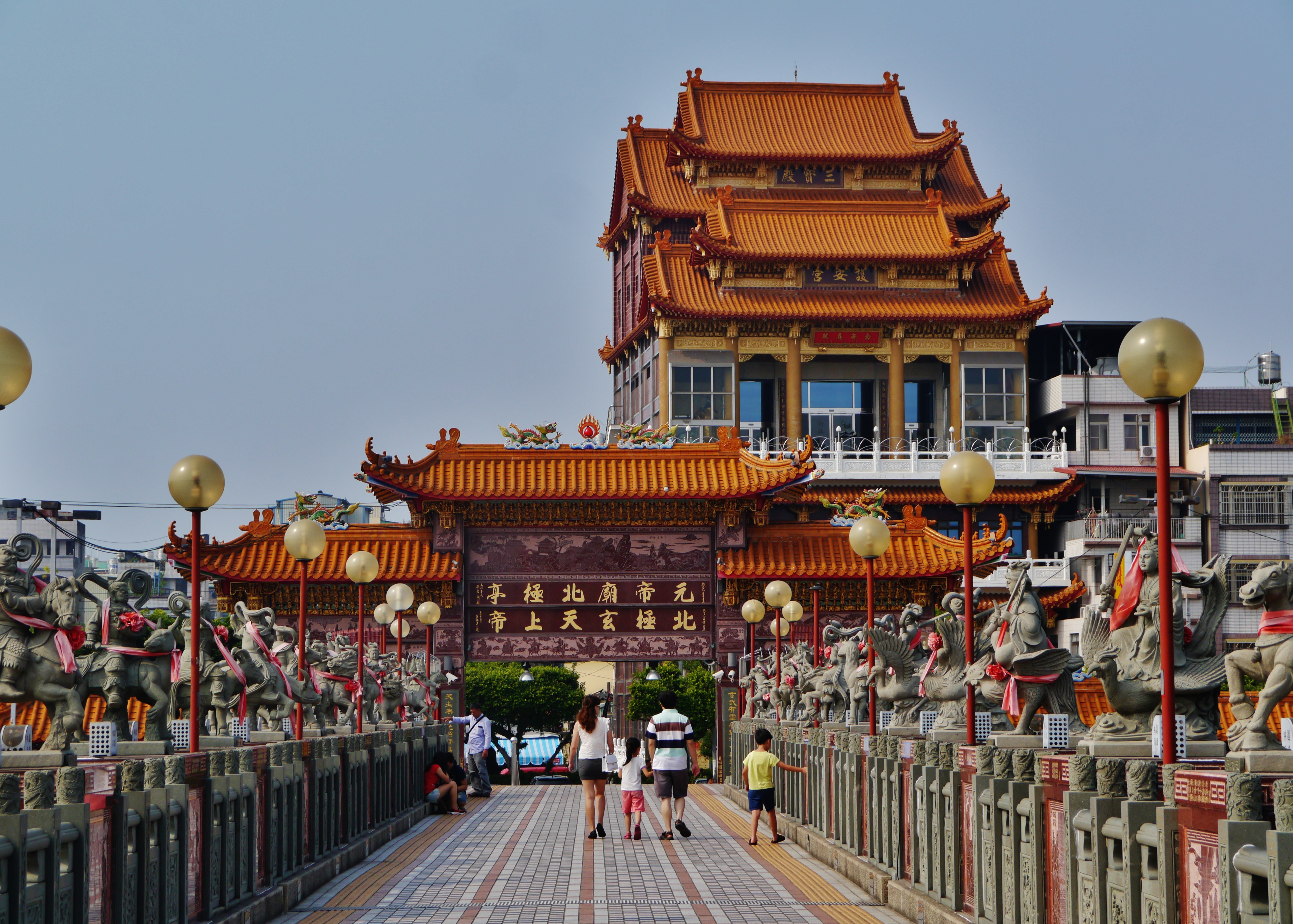
護安寺與左營元帝廟於蓮池潭畔的北極亭牌樓

## 祀奉神衹
左營護安寺三樓供奉三寶佛與四大菩薩，二樓供奉原鎮殿觀世音菩薩並設有「濟生講堂」。一樓供奉玄天上帝、觀世音菩薩、東嶽大帝、斗母星君。

## 外部連結
- 左營護安寺的Facebook專頁